# Andrei Rapinchuk
Andrei Stepanovich Rapinchuk, russisch Андрей Степанович Рапинчук, Transkription Andrei Stepanowitsch Rapintschuk, (* 2. August 1960 in Minsk) ist ein belarussisch-US-amerikanischer Mathematiker.
Rapinchuk wurde 1982 an der Belarussischen Akademie der Wissenschaften bei Wladimir Petrowitsch Platonow promoviert (Kandidatentitel, Dissertation: Die Anzahl der Klassen im Geschlecht und algebraische Gruppen (Russisch)) und 1990 habilitiert (russischer Doktortitel, Das Kongruenzuntergruppen-Problem algebraischer Gruppen (Russisch)). Er war ab 1980 am Institut für Mathematik der Belarussischen Akademie der Wissenschaften, ab 1991 als leitender Wissenschaftler. Außerdem war er ab 1983 Assistenzprofessor und ab 1992 Professor an der Staatlichen Belarussischen Universität in Minsk. 1992 bis 1994 war er Visiting Associate Professor, 1995/96 Gastprofessor und ab 1996 Associate Professor und ab 2000 Professor an der University of Virginia, an de er seit 2015 McConnell-Bernard Professor für Mathematik ist.
1994/95 war er Gastwissenschaftler an der Universität Bielefeld. 2003 erhielt er einen Humboldt-Forschungspreis. 2005 und 2018 war er am Institute for Advanced Study. 2011 war er Gehring Gastprofessor an der University of Michigan, 2013 Gastprofessor an der Yale University und 2017 Visiting Fellow an der Princeton University.
Rapinchuk befasst sich mit Struktureigenschaften (wie Kongruenzuntergruppen-Problem) und arithmetischen Eigenschaften linearer algebraischer Gruppen über globalen und allgemeinen Körpern, untersucht arithmetische und allgemein Zariski-dichte Untergruppen algebraischer Gruppen mit Anwendungen auf lokal-symmetrische Räume.
Er war 2014 eingeladener Sprecher auf dem Internationalen Mathematikerkongress in Seoul ( Towards the eigenvalue rigidity of Zariski-dense subgroups). 2014 wurde er Fellow der American Mathematical Society und 2017 Simons Fellow.
Er hat die US-Staatsbürgerschaft.

## Schriften (Auswahl)
- mit Vladimir Platonov, Rachel Rowen: Algebraic Groups and Number Theory, Academic Press, 1993